# Franz Freindaller
Franz Seraph Joseph Freindaller (auch Franz Joseph Freindaller; * 2. Februar 1753 in Ybbs an der Donau; † 29. Dezember 1825 in Vöcklabruck) war ein österreichischer Geistlicher, Theologe und Schriftsteller.

## Leben
Freindaller absolvierte ab 1763 das Kremser Gymnasium. Anschließend begann er 1769 am Lyzeum in Linz das Studium der Philosophie. Am 6. Oktober 1770 wurde er in das Augustiner-Chorherren-Stift Sankt Florian in Linz aufgenommen. Seine Profess legte er am 6. Oktober 1771 ab, anschließend studierte er in der Hauslehranstalt des Stifts Theologie. Bis 1774 konnte er sein Theologiestudium an der Universität Wien fortsetzen. Am 2. Februar 1776 empfing er seine Priesterweihe. Anschließend wurde er in Feldkirchen an der Donau in der Seelsorge eingesetzt.
Freindaller wurde 1777 in das Stift St. Florian zurückberufen und ihm wurde an der Theologischen Hauslehranstalt die Lehre in den Fächern geistliche Rhetorik und Theologie übertragen. Nachdem 1783 unter Kaiser Joseph II. die Hauslehranstalten aufgehoben worden waren, kehrte Freindaller in die Seelsorge zurück. 1784 kam er nach Regau. Von 1786 bis 1791 wirkte er in St. Gotthard im Mühlkreis und von 1791 bis 1793 in St. Martin im Mühlkreis.
Freindaller wurde 1793 von Bischof Joseph Anton Gall an die neugegründete Theologische Lehranstalt des Bistums Linz als Professor der Dogmatik berufen. Zuvor unterzog er sich mit großem Erfolg den notwendigen Prüfungen für das Professorenamt an der Wiener Universität. Seine Promotion erfolgte ebenfalls in Wien am 23. September 1795. Er war um die geistige Bildung und Fortbildung der Priester im Bistum Linz und im deutschsprachigen Raum insgesamt sehr bemüht. Von 1802 bis 1821 gab er die Theologisch-praktische Monatsschrift heraus. 1803 legte er das Lehramt nieder. In diesem Zug wurde er vom Bischof zum wirklichen Konsistorialrat ernannt. Außerdem verlieh ihm Kaiser Franz II. eine goldene Medaille in größerer Ausführung. Den Ruf als Professor der Theologie an die Wiener Universität lehnte er ab.
Freindaller wandte sich wieder der Seelsorge zu. Von 1803 bis 1806 war er Pfarrer in Niederwaldkirchen. 1806 übernahm er die Stadtpfarrei von Vöcklabruck. Hier wirkte er bis zu seinem Tod und galt als wohltätig. Andere Stellenangebote schlug er aus. 1811 wurde ihm zudem das Amt des Dekans des Dekanats Vöcklabruck übertragen und zudem das des Distriktschulinspektors. In dieser Zeit wurde ihm die Aufsicht über Thomas Pöschl übertragen, jedoch schlugen auch Freindallers Versuche, diesen zur Vernunft zu bringen, fehl. Als zum 1. Jänner 1817 das Dekanat Vöcklabruck aufgelöst wurde, übertrug man ihm das Amt des Dekans des Dekanats Atzbach. 1818 ließ er sich von diesem Amt entbinden.
Sein Epitaph befindet sich in der Wallfahrtskirche Maria Schöndorf.

## Werke (Auswahl)
- De singularibus eucharistiae usibus apud Graecos commentarius , Trattner, Wien 1776.
- Rede von der priesterlichen Sendung, Feichtinger, Linz 1782.
- Versuch eines Leitfadens zu einem stufenweise fortschreitenden Unterrichte der Kinder in der Religion, Fink, Linz 1806.
- Ueber das Benehmen des Seelsorgers in Ertheilung der sechswöchentlichen in den österreichischen k. k. Staaten bey dem Uebertritt zu einer tolerirten Confession gesetzlich vorgeschriebenen Religionsunterrichts, Mayr, Salzburg 1812.
- Handbuch zur gleichförmigen Ertheilung des sechswöchentlichen, in den kaiserlich-österreichischen Staaten beym Uebertritte zu einer tolerirten Confession gesetzlich vorgeschriebenen Religionsunterrichts, Haslinger, Linz 1813.
- Ueber das Bibellesen des gemeinen Mannes, Zaunrith, Salzburg 1815.
- Skizze der christkathol[ischen] Dogmatik: oder christliche Glaubenslehren nach dem echten katholischen Lehrbegriffe in ihrer Verbindung und moralischen Beziehung, Haslinger, Linz 1815.